# Bockleton
Bockleton – wieś w Anglii, w hrabstwie Worcestershire, w dystrykcie Malvern Hills. Leży 27 km na zachód od miasta Worcester i 189 km na północny zachód od Londynu. Miejscowość liczy 190 mieszkańców.